# Крупец (Славутский район)
Крупец (укр. Крупець) — село в Славутском районе Хмельницкой области Украины. Расположено в 5 км от районного центра и в 8 км от железнодорожной станции Славута-1. Через село проходит автодорога Р05 и железная дорога Шепетовка - Здолбунов.
Население по переписи 2001 года составляло 1384 человек. Почтовый индекс — 30068. Телефонный код — 3842. Занимает площадь 3,25 км². Код КОАТУУ — 6823984001.

## Местный совет
30068, Хмельницкая обл., Славутский р-н, с. Крупец

## Галерея

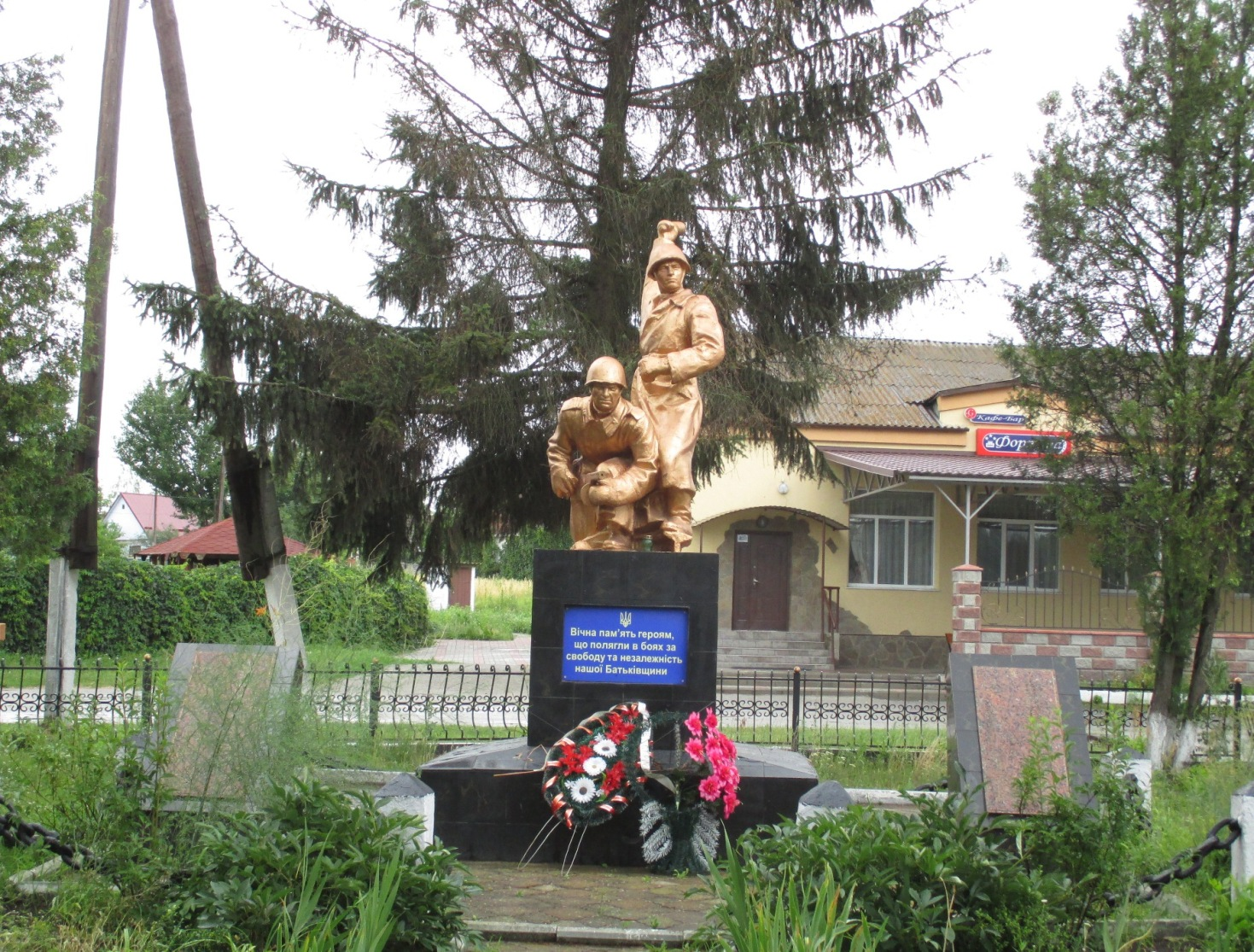
Памятник погибшим в Великой Отечественной войне воинам-односельчанам
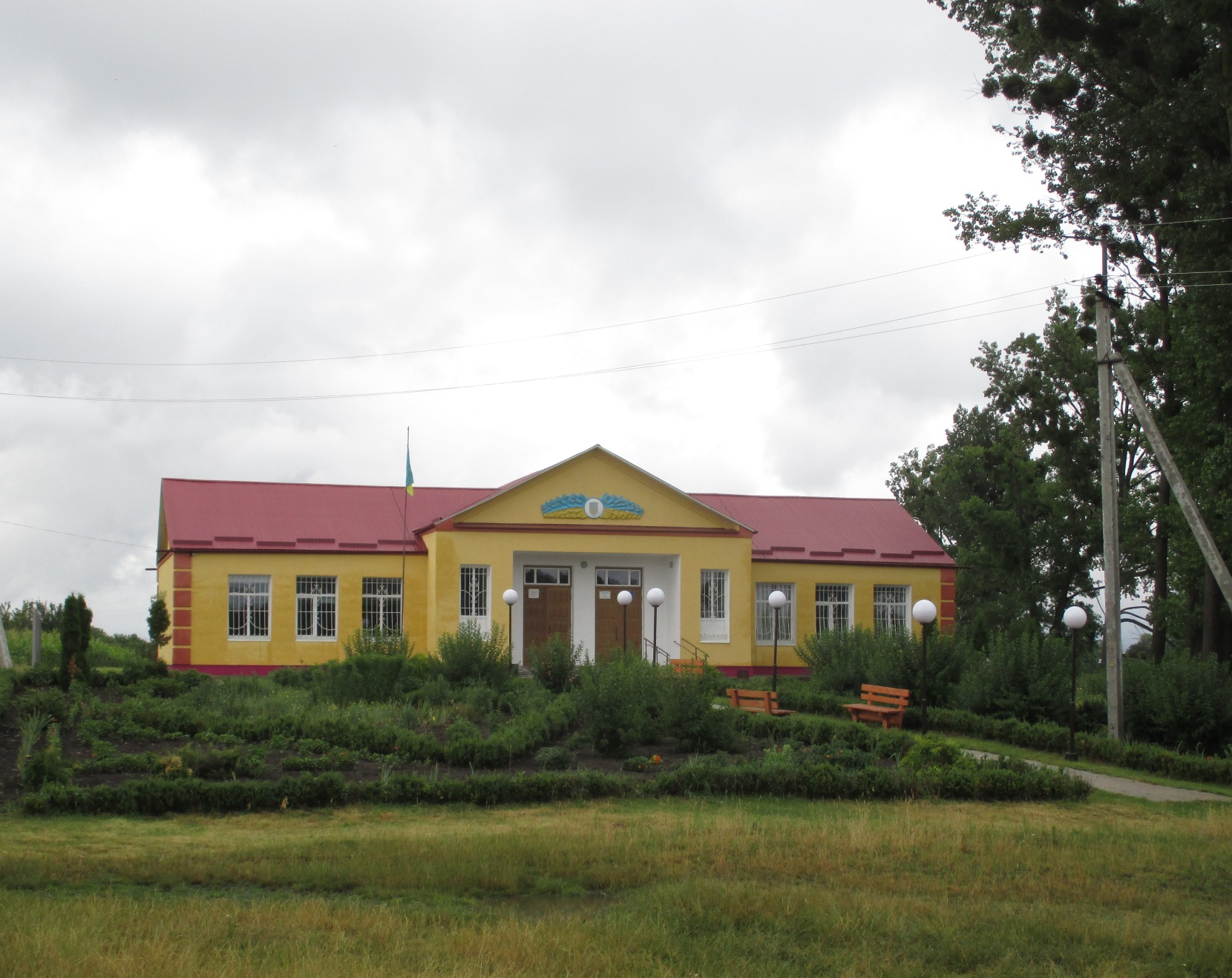
Сельский дом культуры
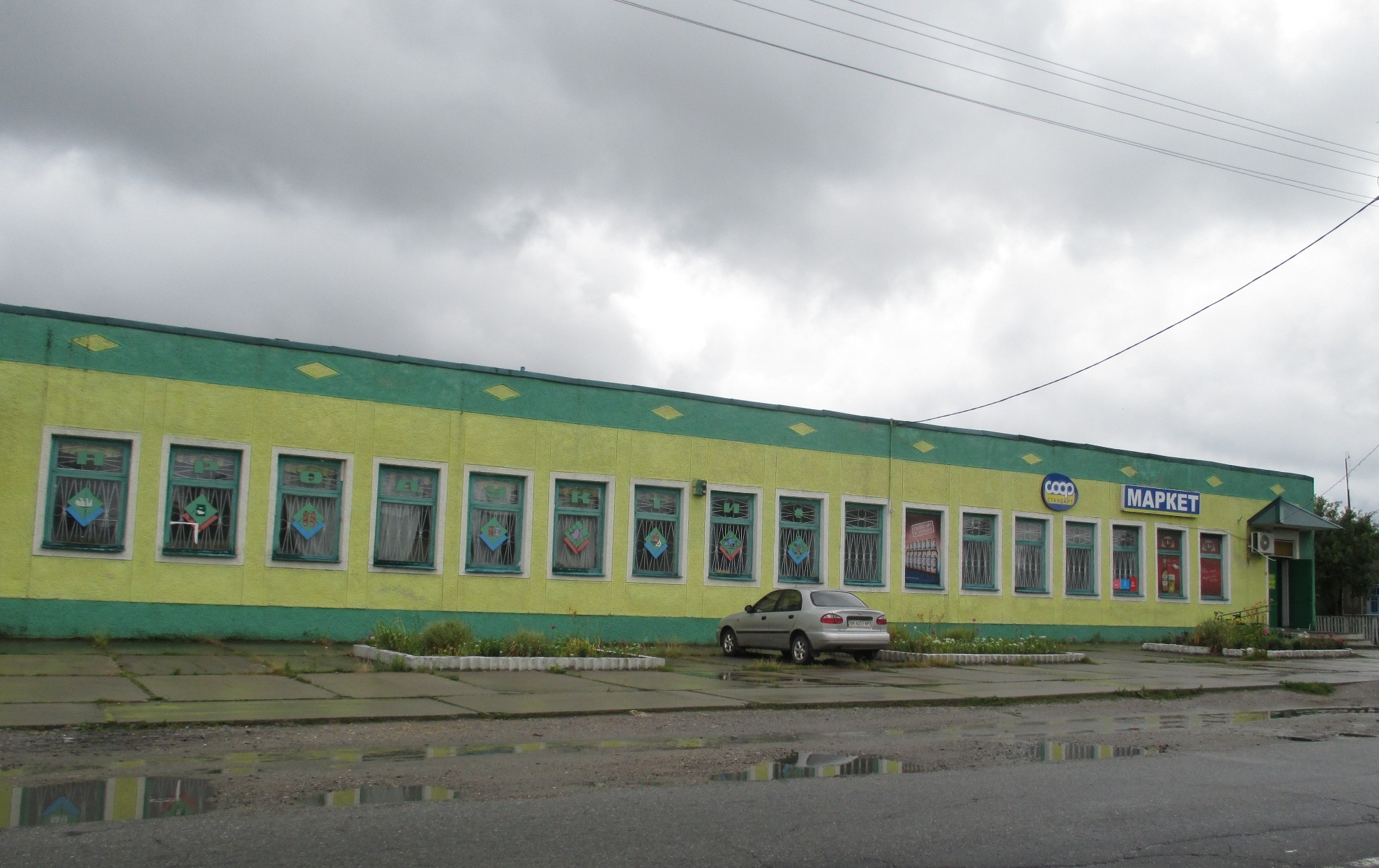
Сельский магазин
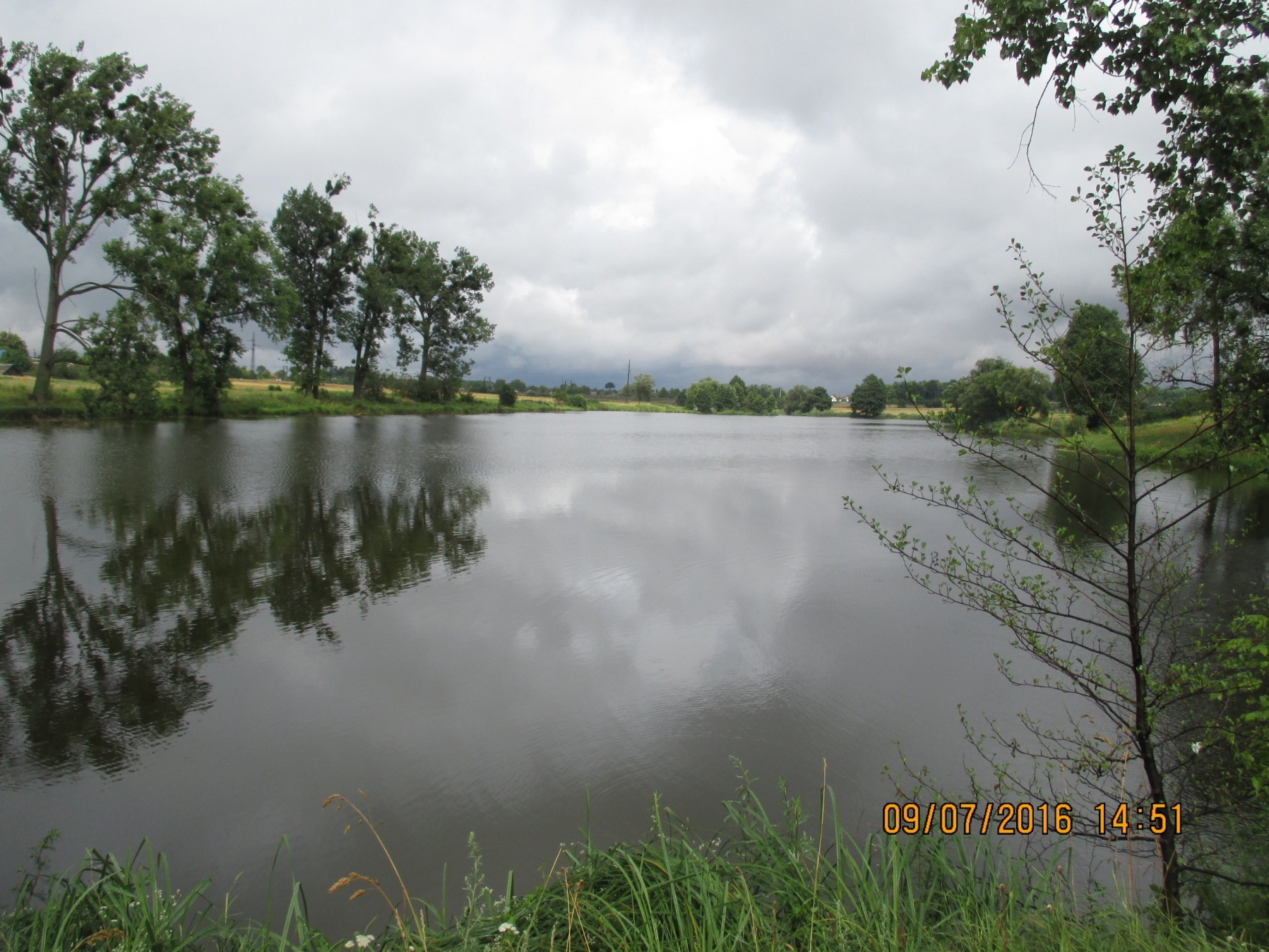
Сельский пруд
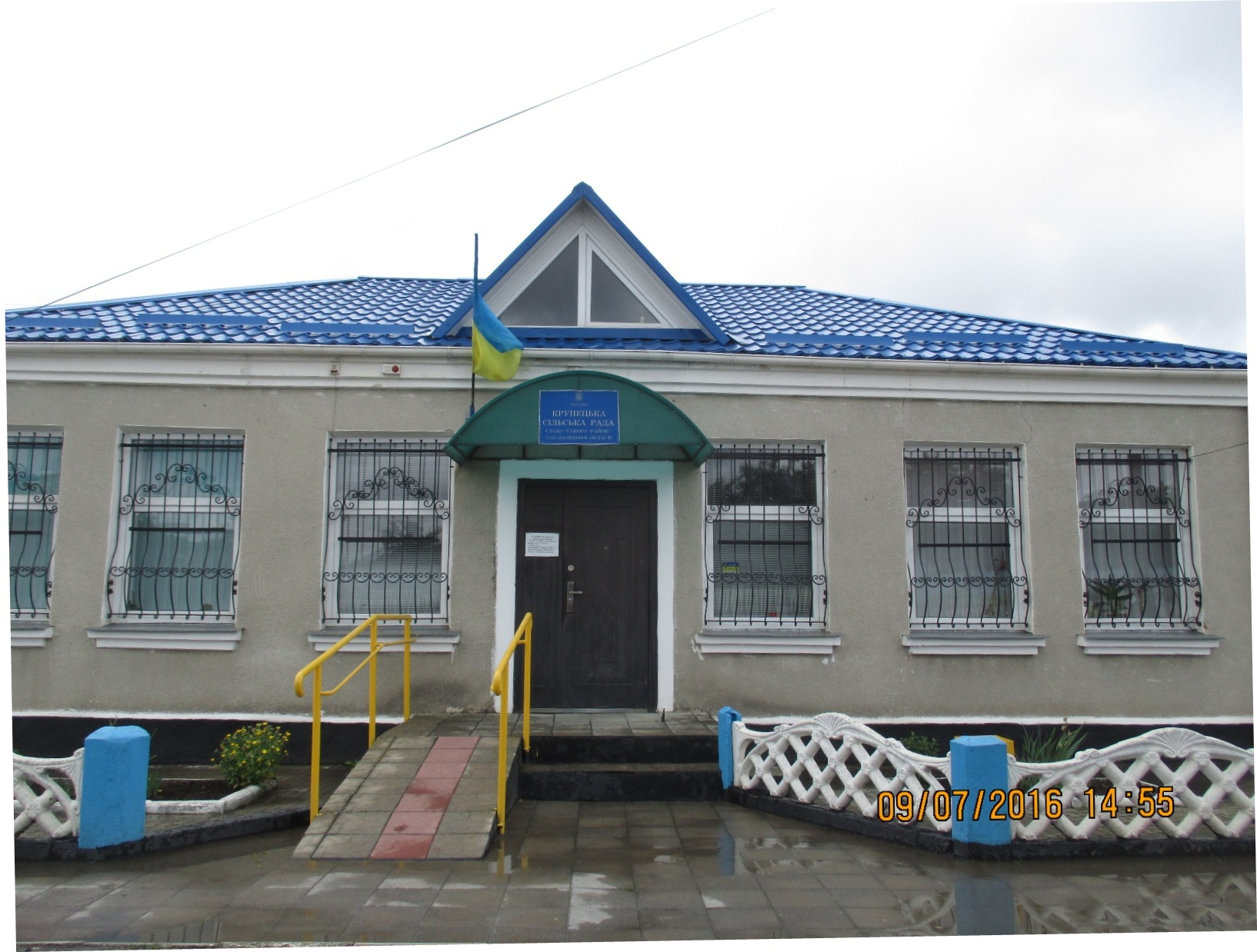
Сельский совет
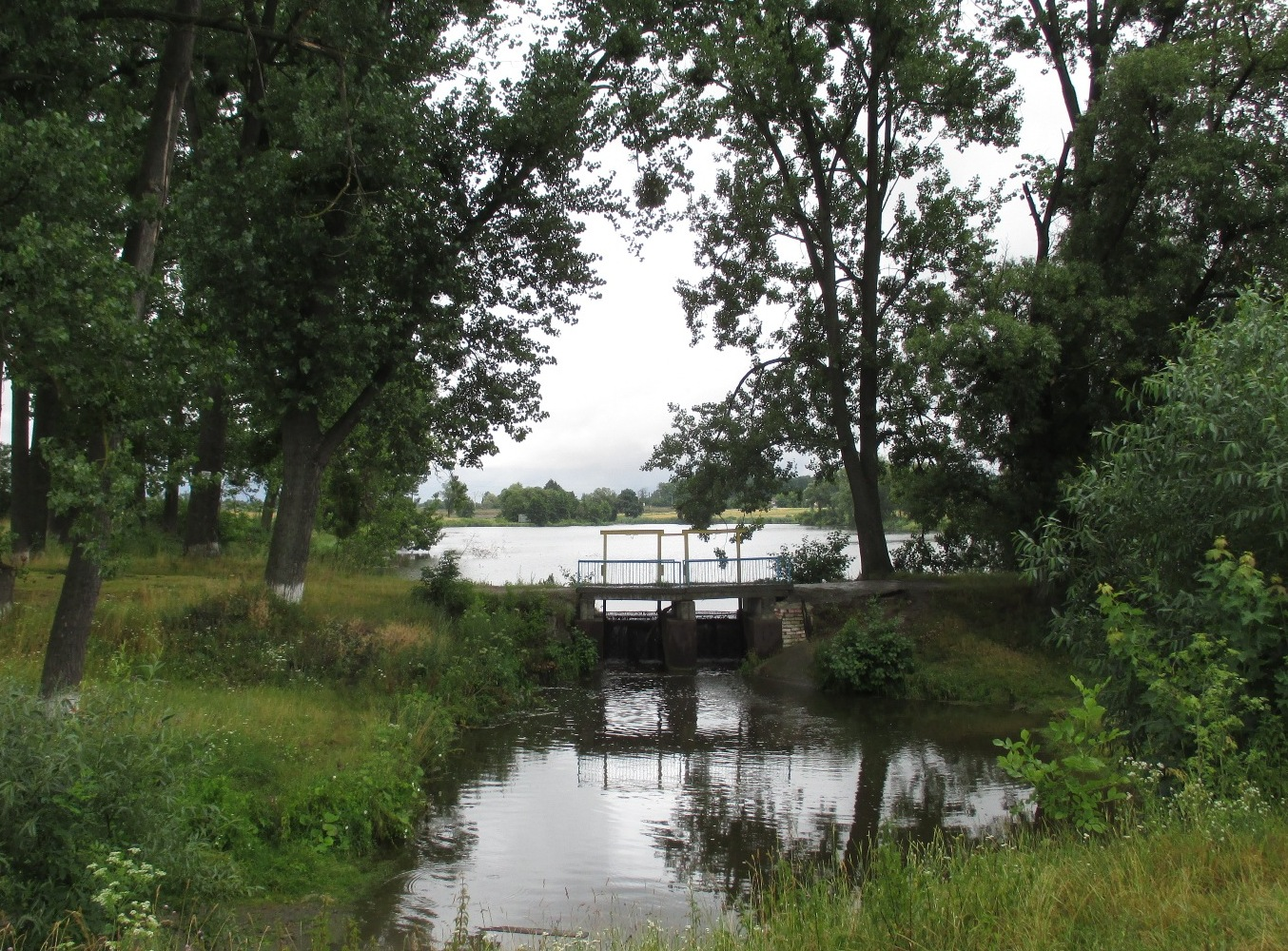
Дамба на пруду